# Robert Rossner
Pour les articles homonymes, voir Rossner.
Robert Rossner, né le 25 mars 1932 à Rio de Janeiro, au Brésil, et mort le 15 septembre 1999 à Long Beach, dans l'État de New York, est un enseignant et un écrivain américain, auteur de roman policier sous le pseudonyme de Ivan T. Ross.

## Biographie
Il arrive aux États-Unis à l'âge de six ans. Il fait ses études à l'université de Chicago avant de s'engager dans l'armée pendant deux ans en Corée et au Japon. En 1957, il devient enseignant, ce qui l'inspire pour ses romans.
En 1960, sous le pseudonyme de Ivan T. Ross, il publie son premier roman Par A plus B (Murder out of School), en créant le personnage de Ben Gordon, professeur d’anglais que l'on retrouve dans trois autres romans.
En 1974, sous son nom, il publie La Feuille à l'envers (The End of Somenone Else's Rainbow), histoire d'un gangster ayant purgé sa peine de prison pour un hold-up qui retourne dans sa ville natale recherché le butin qu'il a caché. Ce roman est porté à l’écran en 1985 par Pierre Granier-Deferre sous le titre L'Homme aux yeux d'argent.

## Œuvre

### Romans

#### SérieBen Gordon
- Murder out of School, 1960
  - Par A plus B, Série noire no 714, 1962
- Requiem for a School Girl, 1961
  - Requiem pour une écolière, Mi-Nuit no 1, 1965
- Old Students Never Die, 1962
- Teacher’s Blood, 1964

#### Autre roman
- The Man Who Would Do Anything, 1963
  - Pour deux sous d’utopie, Série noire no 841, 1964

#### Roman signé Robert Rossner
- The End of Somenone Else's Rainbow, 1974
  - La Feuille à l'envers, Collection Littérature policière, Eurédif, 1975 réédition Play Boy policier no 2, 1984, réédition sous le titre L'Homme aux yeux d'argent, J’ai Lu no 1944, 1986

### Ouvrages non fictionnels
- The Year Without an Autumn : Portrait of a School in Crisis, 1969
- A Hero Like Me: A Hero Like You, 1972

## Filmographie
- 1983 : Joshi kôkôsei eno rekuiemu, téléfilm japonais, adaptation de Requiem pour une écolière réalisée par Tôru Murakawa
- 1985 : L'Homme aux yeux d'argent, adaptation de La Feuille à l'envers réalisée par Pierre Granier-Deferre

## Sources
- Claude Mesplède (dir.), Dictionnaire des littératures policières, vol. 2 : J - Z, Nantes, Joseph K, coll. « Temps noir », 2007, 1086 p. (ISBN 978-2-910686-45-1, OCLC 315873361), p. 679-680 (Ivan T. Ross).
- Claude Mesplède, Les années "Série noire" : bibliographie critique d'une collection policière, vol. 2 : 1959-1966, Amiens, Editions Encrage, coll. « Travaux » (no 17), 1993, 4 p. (ISBN 978-2-906389-43-4).
- Claude Mesplède et Jean-Jacques Schleret, SN, voyage au bout de la Noire : inventaire de 732 auteurs et de leurs œuvres publiés en séries Noire et Blème : suivi d'une filmographie complète, Paris, Futuropolis, 1982, 476 p. (OCLC 11972030).